# Střelba v synagoze v Pittsburghu
Střelba v synagoze v Pittsburghu byla masová střelba která se odehrála 27. října 2018 v synagóze Tree of Life – Or L'Simcha Congregation (hebrejsky עֵץ חַיִּים – אוֹר לְשִׂמְחָה) v pittsburghské čtvrti Squirrel Hill. Kongregace se sešla k ranní šábesové bohoslužbě. Střelec zabil devět lidí a šest dalších zranil. Šlo o nejsmrtonosnější antisemitský útok na americkou židovskou komunitu.

## Pachatel
Jediný podezřelý, identifikovaný jako pětačtyřicetiletý Robert Gregory Bowers, byl několikrát postřelen policií a zadržen na místě činu. Před útokem Bowers posílal antisemitské komentáře namířené proti HIAS, dřívější Hebrew Immigrant Aid Society, na sociální síti Gab. Kongregace se podílela na pomoci imigrantům na jižní hranici USA organizované právě HIAS. Bowers byl obviněn z 63 federálních zločinů. Ve všech bodech se cítí nevinen. Federální prokurátoři požadovali trest smrti, ke kterému byl pachatel odsouzen 2. srpna 2023.

## Oběti
1. Joyce Fienberg (75)
2. Richard Gottfried (65)
3. Rose Mallinger (97)
4. Jerry Rabinowitz (66)
5. Cecil Rosenthal (59)
6. David Rosenthal (54)
7. Bernice Simon (84)
8. Sylvan Simon (86)
9. Daniel Stein (71)
10. Melvin Wax (88)
11. Irving Younger (69)